# Nocciola del Piemonte
La Tonda Gentile del Piemonte è una varietà di nocciola IGP prodotta nel Basso Piemonte, comprendente alcune aree delle province di Cuneo, di Asti e di Alessandria. Il frutto è ricavato dalla cultivar Tonda Gentile delle Langhe (o Tonda Gentile Trilobata).

## Caratteristiche[4]
Fra le caratteristiche che rendono particolarmente pregiata questa varietà vanno citate in particolare: 
- la forma tonda del frutto che favorisce una veloce sgusciatura meccanica, mantenendo intatto il seme
- il guscio sottile che dà una resa del prodotto sgusciato elevata, dal 46 al 50%.
- il seme dotato di buon aroma e di sapore delicato,
- il tenore dei grassi è limitato ed ha quindi buona conservabilità senza problemi di irrancidimento,
- la sottile pellicola che avvolge il seme (perisperma) viene facilmente asportata dopo la tostatura.

La Nocciola Piemonte è coltivata ad altitudini comprese tra i 150 ed i 750 metri e per la sua particolare adattabilità si è diffusa con ottimi risultati anche in Emilia e in Toscana. Si segnala anche qualche esemplare ad uso privato sulle zone collinari della Puglia e del Molise.
La resa è solitamente tra 20 e 30 quintali per ettaro.
Per la sua buona resa e soprattutto per le sue qualità organolettiche è considerata in ambito mondiale la migliore varietà e spunta sul mercato prezzi superiori a qualsiasi altra.